# Magnus Gisslén
Magnus Gisslén, född 25 december 1962 i Kortedala församling, är en svensk överläkare och professor i infektionssjukdomar på Sahlgrenska akademin vid Göteborgs universitet. Från september 2023 till 18 augusti 2025 var han statsepidemiolog  på Folkhälsomyndigheten.

## Biografi
Gisslén disputerade 1996 på en avhandling om diagnos och behandling av hiv. I sin forskning har han därefter fokuserat på hiv och virusets effekter på centrala nervsystemet samt hjärnan som virusreservoar. Som överläkare vid infektionskliniken var han under ett kvarts sekel ansvarig för Sahlgrenska Universitetssjukhusets hiv-vård, och blev i och med covid-19-pandemin även ansvarig för covid-19-vården. Han medverkade till uppbyggnaden av en biobank med prover från patienter med olika svårhetsgrad av covid-19 och deltog aktivt i forskning och publikationer om covid-19. Som medlem av Svenska infektionsläkarföreningen hade han samtidigt uppdraget att återge kunskapsläget om viruset och sjukdomen vid föreningens digitala seminarier som sändes veckovis, och blev en framträdande röst i den svenska pandemidiskursen. I maj 2023 meddelades att han skulle tillträda som ny statsepidemiolog i september 2023. Han efterträdde Anders Lindblom som varit tillförordnad statsepidemiolog sedan Anders Tegnell lämnat posten 2022.
Gisslén avgick under uppmärksammade former som statsepidemiolog den 18 augusti 2025. Han riktade i samband med sin avgång skarp kritik mot Folkhälsomyndighetens ledning.
Gissléns vetenskapliga publicering har (2025) enligt Scopus över 12 000 citeringar och ett h-index på 54.

### Familj
Gisslén är gift och har fyra barn.